# WS-Geleitzüge

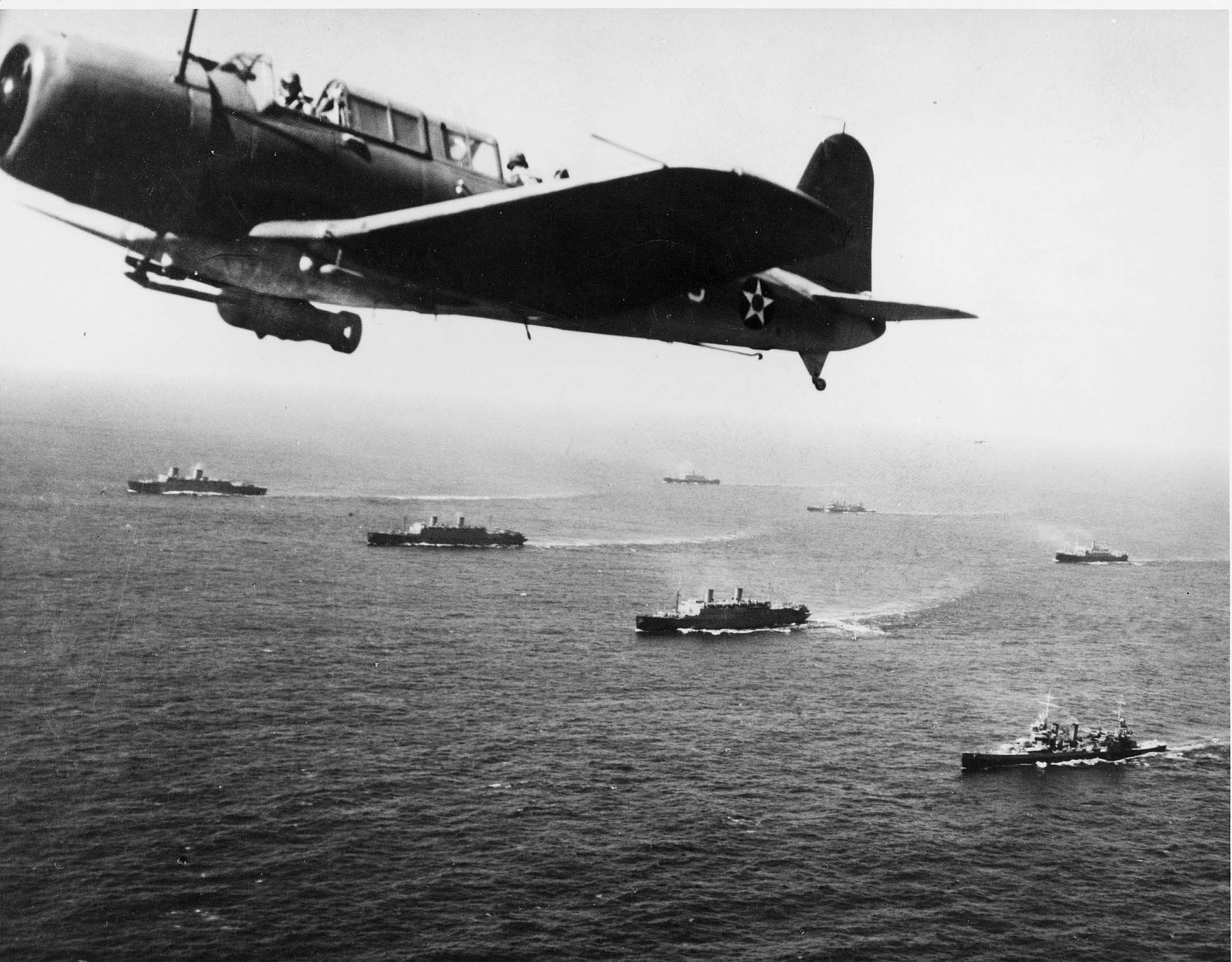
Ein WS-Geleitzug im Atlantik

WS-Geleitzüge (WS = Winston’s Specials) waren militärisch gesicherte, unregelmäßig verkehrende britische Konvois aus Truppentransportern und Frachtschiffen. Sie transportierten während des Zweiten Weltkrieges britische oder verbündete Truppen sowie militärische Fracht zu allen Kriegsschauplätzen. Als Transportschiffe verwendeten die Briten große Passagierschiffe und schnelle Frachtschiffe, die von Flugzeugträgern, Schlachtschiffen, Kreuzern und Zerstörern gesichert wurden. Die insgesamt 54 WS-Geleitzüge mit 741 Schiffen erlitten nur einen feindbedingten Verlust (WS 18, Minensperre eines deutschen Minenschiffs).
Allerdings gelang es der Kriegsmarine, Teile des Geleitzuges WS 21S – neun Frachtschiffe, zwei Kreuzer, einen Flugzeugträger und einen Zerstörer – die nach ihrer erfolgreichen Ankunft in Gibraltar im Rahmen von Operation Pedestal nach Malta unterwegs waren, zu versenken.

## Ausgangslage
Nach Beginn des Zweiten Weltkrieges geriet Großbritannien auf allen Kriegsschauplätzen in die Defensive. Nicht nur, dass nach der Luftschlacht um England und den deutschen Invasionsplänen das britische Mutterland bedroht war, auch in Nord- und Ostafrika drohte ein Gebietsverlust.
Die Insellage Großbritanniens und sein weit verzweigtes Weltreich erforderten ständig eine große Anzahl von Soldaten über die Ozeane zu transportieren.

## Geleitzugsystem
Die WS-Geleitzüge fuhren nach Bedarf, ohne feste Route oder Zeitplan. Die Zusammensetzung eines Geleitzuges änderte sich während der Fahrt häufig, da sich kleine Teilgeleitzüge mit anderem Fahrtziel abspalteten, oder sich Teilgeleite anschlossen.
Sie verkehrten häufig zwischen Großbritannien und seinen Überseegebieten. Seltener verbanden sie (unter Auslassung Großbritanniens) die Überseegebiete untereinander. In den WS-Geleitzügen fuhren viele ehemalige Passagierschiffe mit, die jetzt als Truppentransporter Dienst taten. Diese großen Schiffe, die mehrere tausend Soldaten aufnahmen, hatten den Vorteil, dass sie eine durchschnittliche Geschwindigkeit von mehr als 20 kn (36 km/h) halten konnten. Damit war es deutschen U-Booten nicht möglich, ihnen zu folgen. Manchmal fuhren auch schnelle Frachtschiffe im Geleitzug. Gegen Angriffe durch Flugzeuge oder Überwasserschiffe fuhren Eskorten aus Flugzeugträgern, Schlachtschiffen, Kreuzern und Zerstörern im Geleitzug mit. Der Name Winston’s Specials leitete sich von Winston Churchill ab, dem damaligen britischen Premierminister.

## Geleitzüge

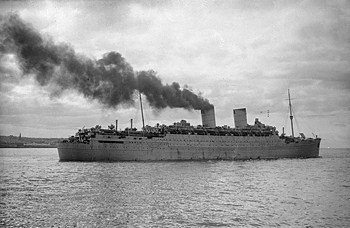
Die Mauretania fuhr im Geleitzug WS 1 zusammen mit der …

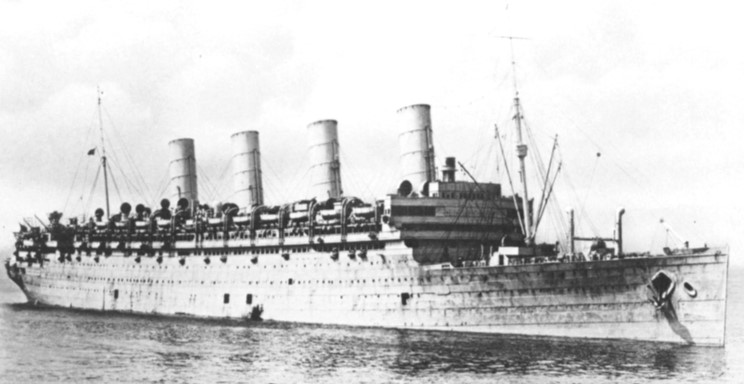
… Aquitania und der …

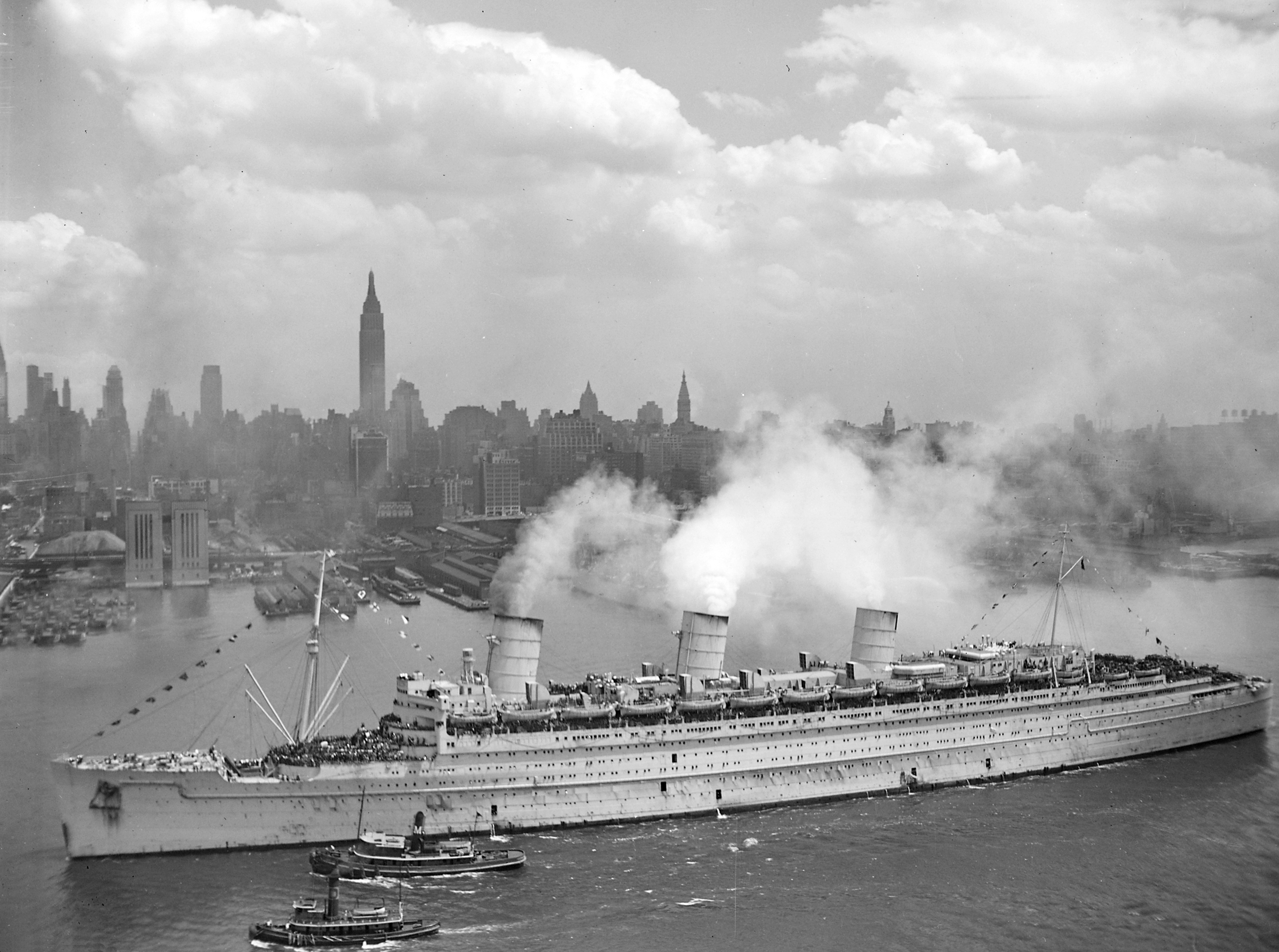
… Queen Mary (hier eine Aufnahme im New Yorker Hafen)

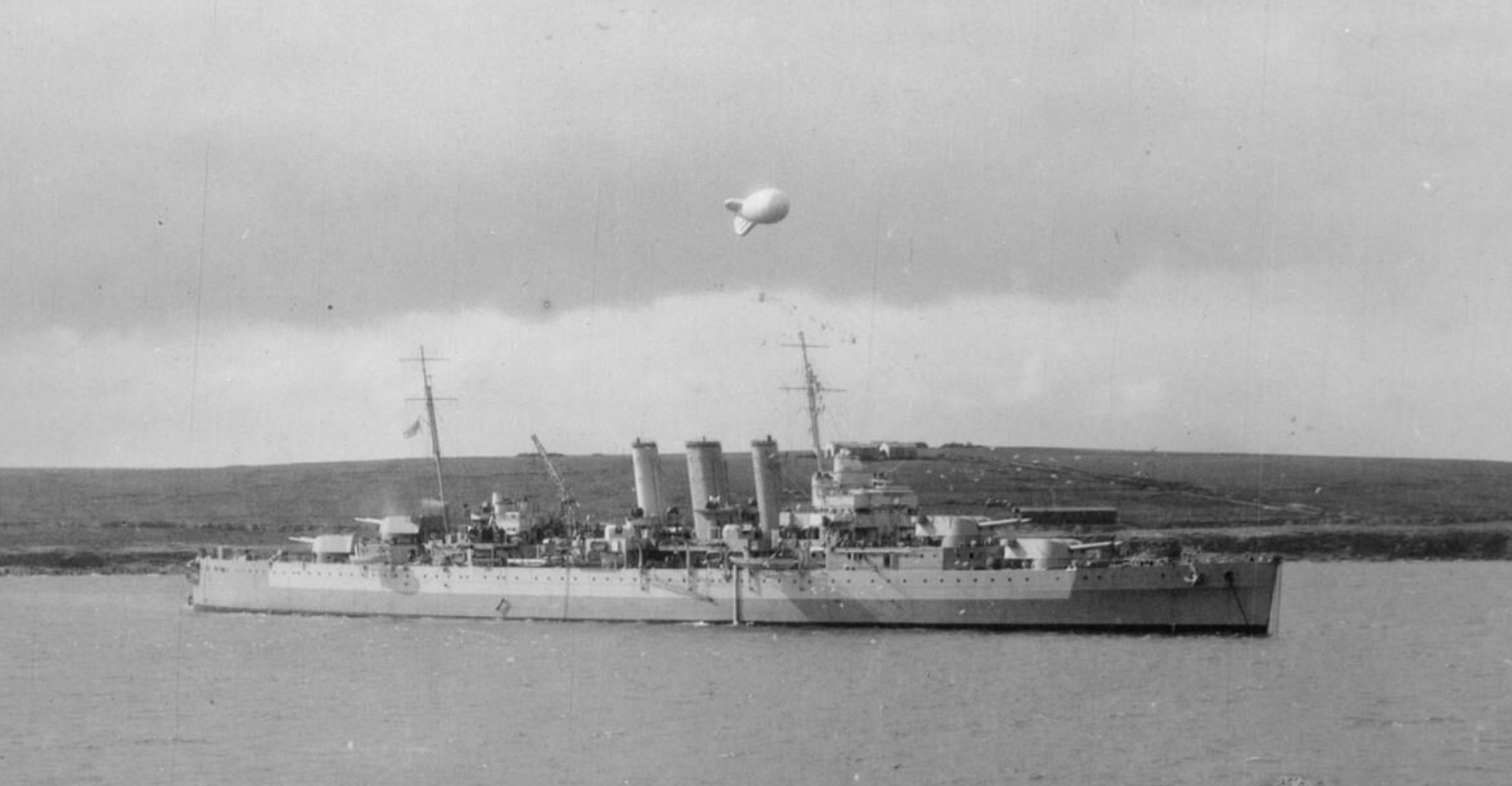
Die Dorsetshire eskortierte häufig WS-Geleitzüge

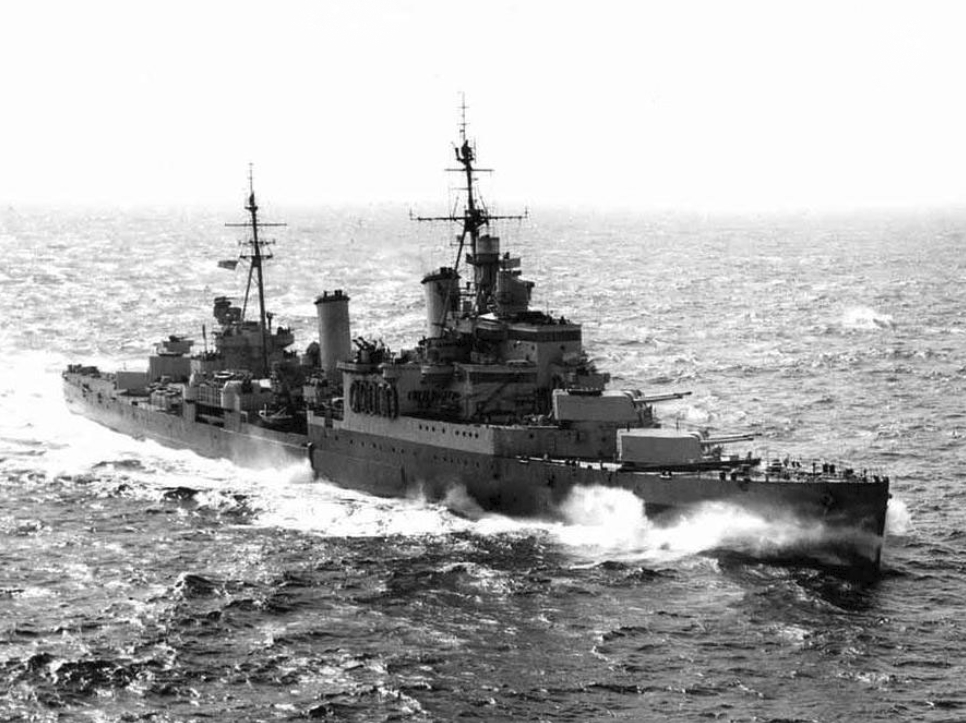
Die Sheffield schützte im WS 3 die Truppentransporter …

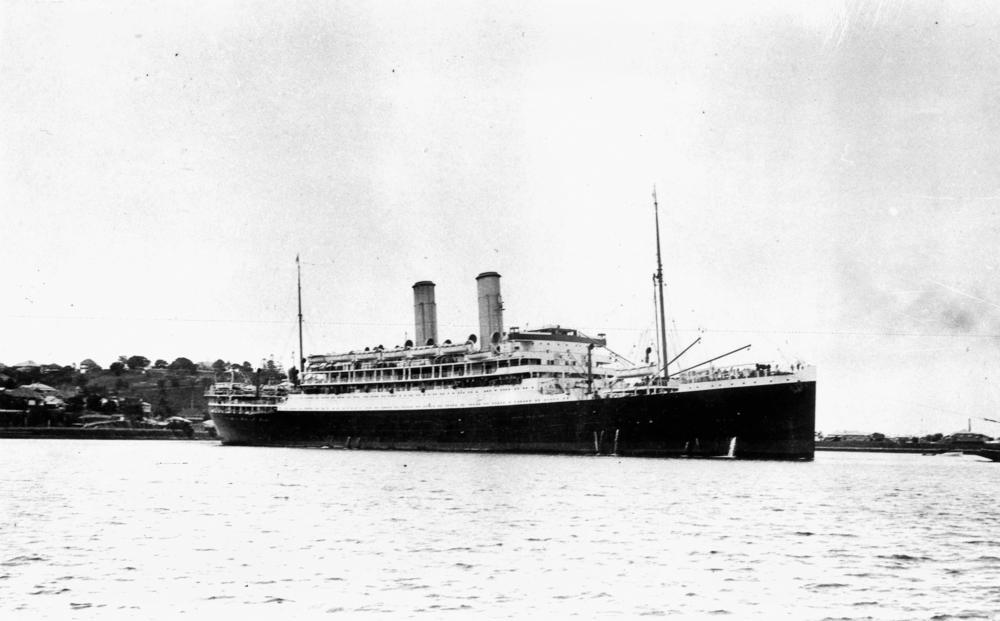
… Oronsay …

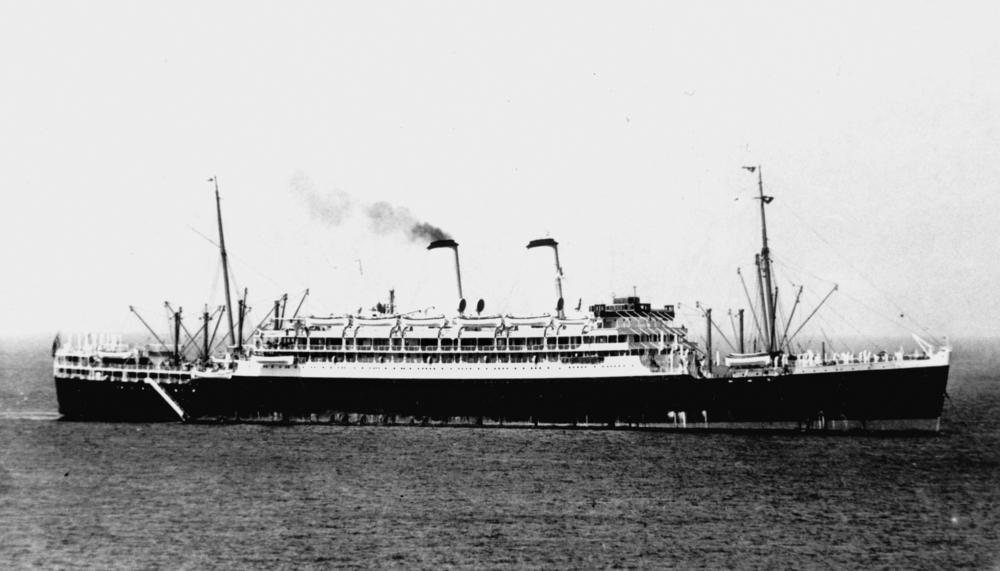
… Orontes und die …

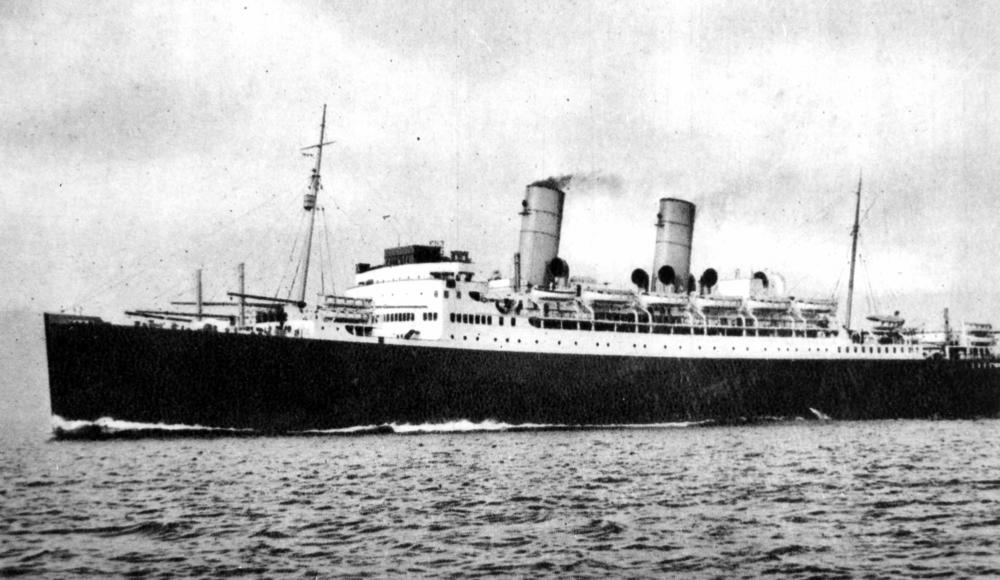
Duchess of York

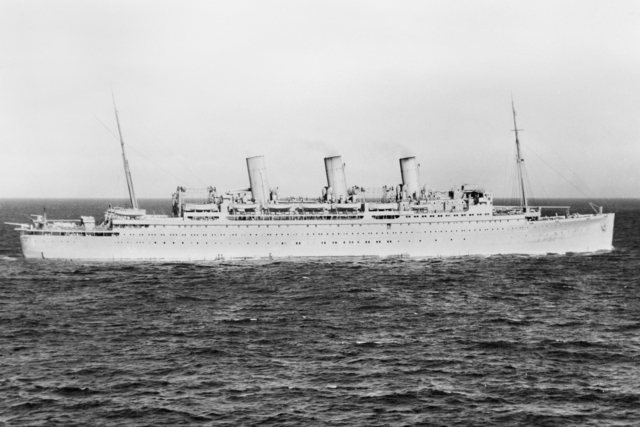
Der Truppentransporter Empress of Canada fuhr in WS 4B

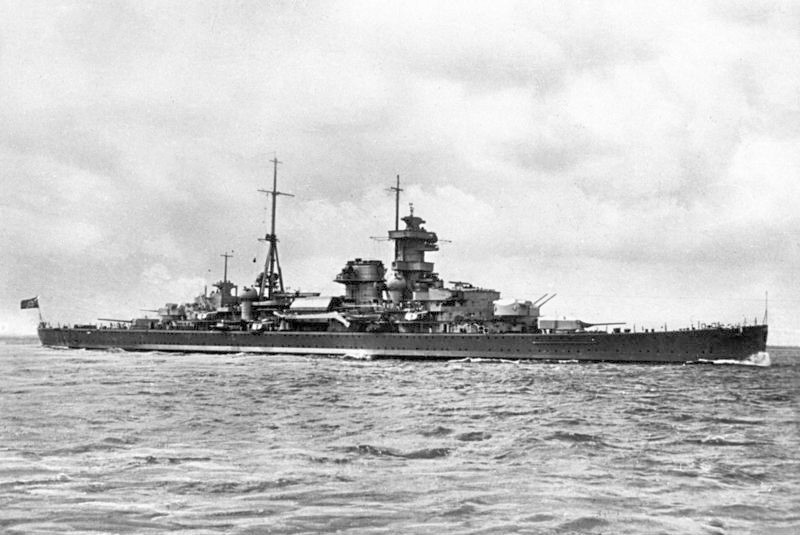
Die Admiral Hipper griff WS 5A an und …

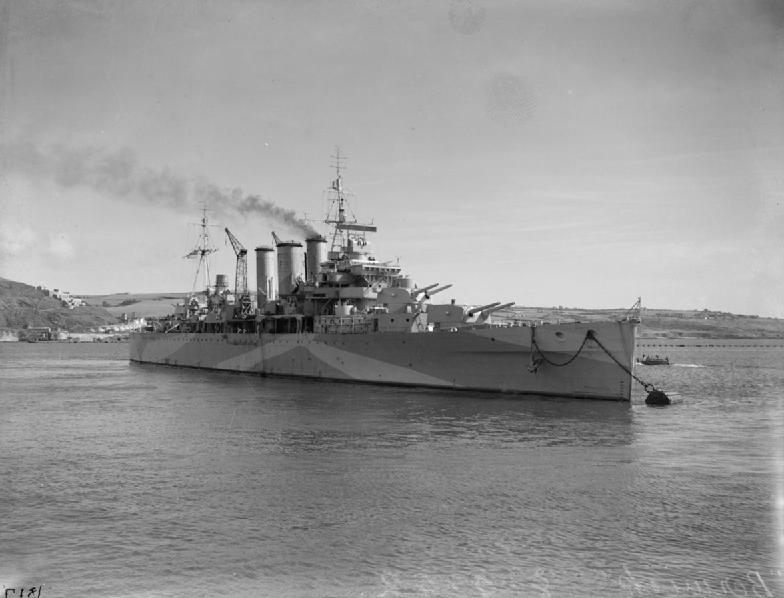
… beschädigte dabei die Berwick

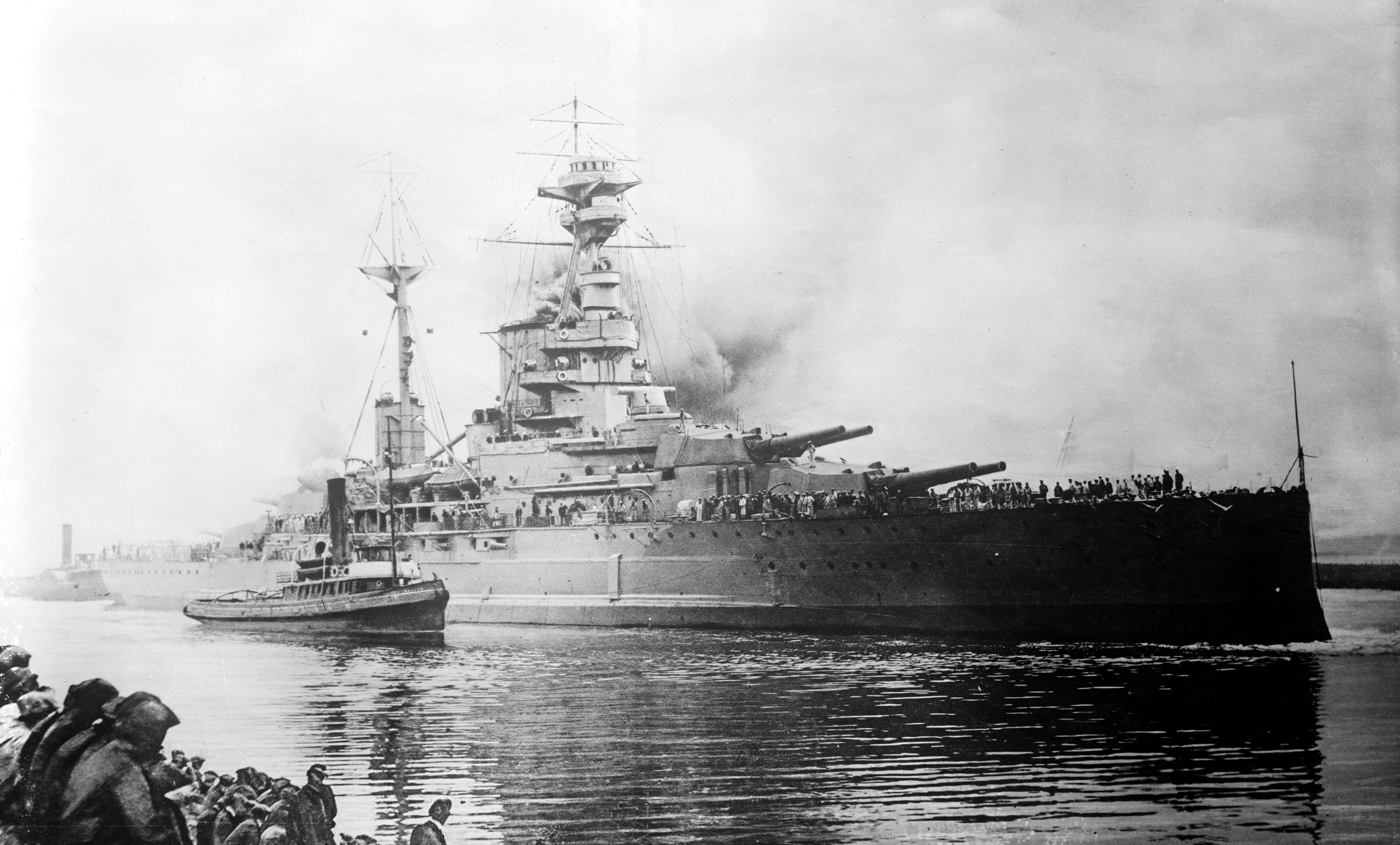
Die Ramillies schützte den großen Geleitzug WS 5B

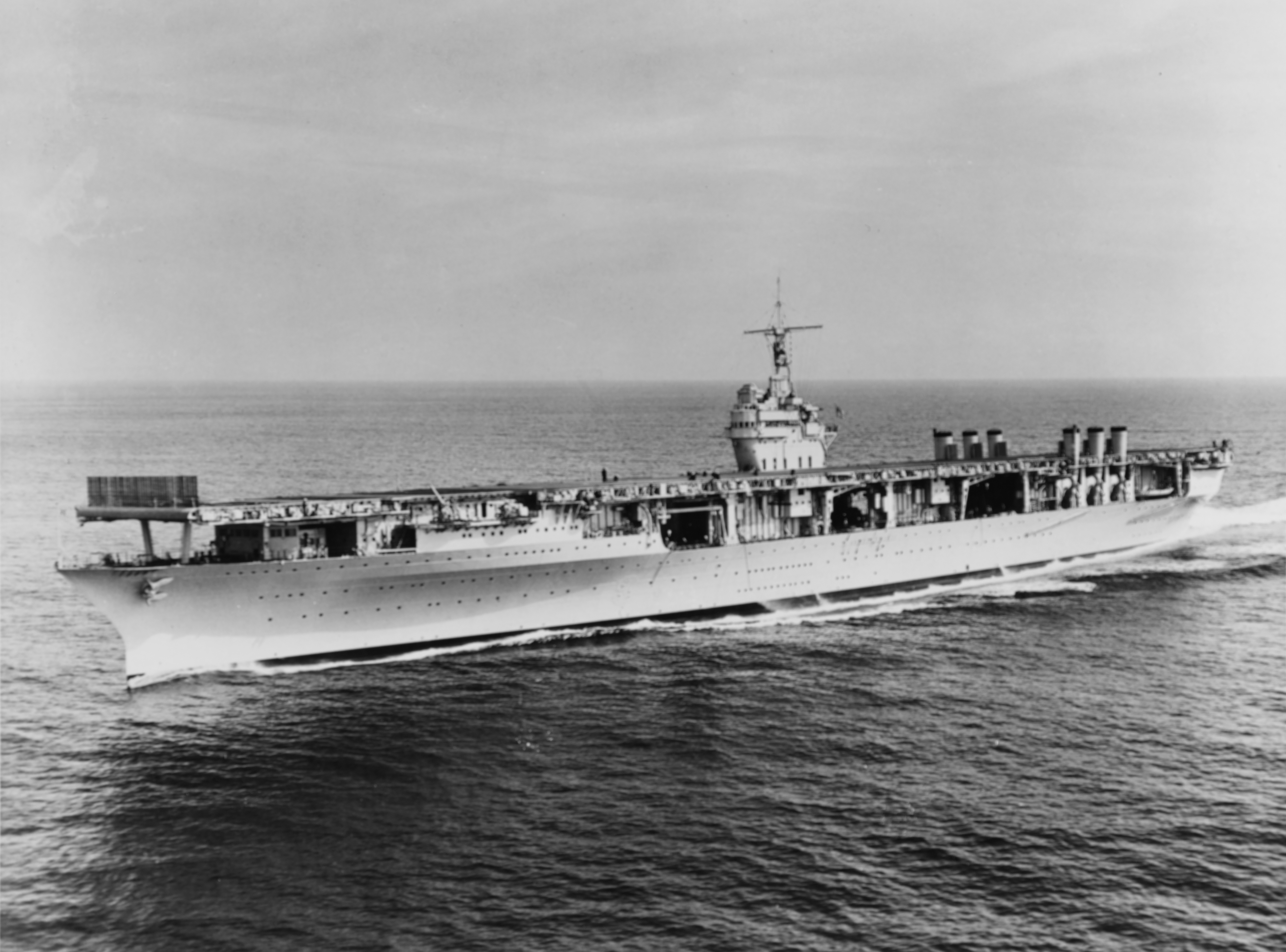
Der Flugzeugträger Ranger sicherte WS 12X und WS 24

- WS 1 verließ am 29. Juni 1940 Großbritannien. An Bord der drei großen Truppentransporter Aquitania, Queen Mary und Mauretania wurden 11.500 Soldaten nach Ceylon transportiert. Die Sicherung erfolgte durch den Kreuzer Cumberland und (in Heimatgewässern) vier Zerstörer, ab Kapstadt durch den britischen Kreuzer Kent.[1]
- WS 2 transportierte an Bord von zwölf Passagier- und fünf schnellen Transportschiffen insgesamt 23.000 Soldaten von Großbritannien in Teilgeleiten nach Sues und Bombay. Die Sicherung übernahmen die Leichten Kreuzer Coventry und Hobart, drei Zerstörer (Kandahar, Kingston, Kimberley) und zwei Sloops (Auckland, Flamingo).[2]
- WS 3 teilte sich in den langsamen WS 3S und den schnellen WS 3F Geleitzug. WS 3S fuhr mit dem Transporter Oropesa und vier Frachtschiffen nach Kapstadt und von dort weiter nach Aden. Die Sicherung leistete der Kreuzer Sheffield und sechs Zerstörer. Die Sheffield wurde später durch die Cumberland abgelöst. WS 3F brachte die sieben Transporter Capetown Castle, Winchester Castle, Georgic, Oronsay, Orontes, Monarch of Bermuda und Duchess of York über Kapstadt nach Aden. Die Geleitsicherung erfolgte durch den Schweren Kreuzer Dorsetshire. Im Golf von Aden kam eine zusätzliche Sicherung hinzu, durch die Leichten Kreuzer Caledon und Carlisle, dem Zerstörer Kimberley und zwei Sloops. Insgesamt dauerte die Fahrt 44 Tage.[3]
- Im Geleitzug WS 4A wurden Teile der britischen 2. Panzerdivision transportiert. Es fuhren die vier Truppentransporter Almanzora, Highland Monarch, Scythia und Stirling Castle sowie acht Frachtschiffe mit einer Eskorte aus den Kreuzern Cornwall und Cairo, die Hilfskreuzer Pretoria Castle, Kanimbla und den Leichten Kreuzern Carlisle und Perth.[3]
- Weitere Teile der britischen 2. Panzerdivision und der australischen 18. Infanteriebrigade brachte der WS 4B nach Suez. In den zehn Transportern Andes, Empress of Canada, Strathallan, Strathnaver, Reina del Pacifico, Orcades, Strathaird, Otranto, Duchess of Atholl und Viceroy of India fuhren 23.800 Soldaten, eskortiert durch die Kreuzer Norfolk und Edinburgh. Ab Kapstadt wechselnde Begleitschiffe, so die Kreuzer Devonshire, Cumberland, Hawkins, Shropshire, Southampton und Carlisle.[4]
- Der Geleitzug WS 5A war der einzige WS-Konvoi, der von einem deutschen Überwasserschiff auf offener See angegriffen wurde. Ausgelaufen am 18. Dezember 1940 mit zehn Truppentransportern und zwölf Transportschiffen mit insgesamt 13.800 Soldaten stieß der Schwere Kreuzer Admiral Hipper im Nordatlantik etwa 700 Seemeilen westlich von Kap Finisterre auf den Geleitzug. Aufgrund der britischen Eskorte, bestehend aus den Kreuzern Bonaventure und Naiad (am 24. Dezember durch die Kreuzer Berwick und Dunedin abgelöst) die Flugzeugträger Furious und Argus, sechs Zerstörer und vier Korvetten wagte die Admiral Hipper nur einen kurzen Angriff. Dabei wurde der Kreuzer Berwick sowie die Truppentransporter Empire Trooper und Arabistan beschädigt.[5]
- Der WS 5B war einer der größten WS-Konvois. In 21 Truppentransportern fuhren 40.000 Soldaten nach Suez. Die Sicherung bestand aus dem Schlachtschiff Ramillies, den Kreuzern Australia, Naiad, Phoebe und zwölf Zerstörern.[6]
- WS 12X fuhr vom kanadischen Halifax mit sechs US-amerikanischen Truppenschiffen nach Kapstadt. An Bord über 20.000 britische Soldaten. Die Sicherung übernahm die US-amerikanische Task Group 14.4, u. a. mit dem Flugzeugträger Ranger und acht Zerstörern.[7]
- WS 18 lief mit 20 Schiffen von Großbritannien aus. Am 15. Mai 1942 überlief er eine Minensperre, die zuvor vom deutschen Minenschiff Doggerbank gelegt worden war. Dabei sank der Frachter Soudan und die Hecla wurde beschädigt.[8]
- Der Geleitzug WS 19W bestand nur aus dem Truppentransporter Queen Mary, die allein 9500 Soldaten transportierte. Zu Beginn ihrer Fahrt sicherte sie der Flakkreuzer Cairo und vier Zerstörer, später die Kreuzer Mauritius und Devonshire.[9] Ihr Schwesterschiff, die Queen Elizabeth fuhr im WS 19Y ebenfalls auf der gleichen Route.[10]
- WS 21S lief am 2. August 1942 in Großbritannien aus und erreichte Gibraltar am 10. August 1942 ohne Verluste. Am 11. August fuhren große Teile des Geleitzuges im Rahmen von Operation Pedestal weiter in Richtung Malta. Dabei versenkten die Deutschen neun Frachtschiffe, zwei Kreuzer, einen Flugzeugträger und einen Zerstörer.
- Mit mehr als 20.000 Soldaten in den Truppentransportern Wakefield, Mount Vernon, West Point, Leonard Wood, Joseph T. Dickman und Orizaba war WS 24 unterwegs. Den Geleitschutz übernahm die US-amerikanische Eskortgruppe TG.14.4. mit dem Geleitträger Ranger, den Kreuzern Quincy, Vincennes und den Zerstörern Wainwright, Moffett, McDougal, Winslow, Mayrant, Trippe, Rhind und Rowan.[11]

Tabellarischer Überblick
| Geleitzug | Abfahrt                                 | Ankunft                                                                     | Schiffe |
| --------- | --------------------------------------- | --------------------------------------------------------------------------- | ------- |
| WS 1      | 29. Juni 1940 in Großbritannien (GB)    | 29. Juli 1940 in Ceylon                                                     | 3       |
| WS 2      | 5. August 1940 in GB                    | 14. September 1940 in Suez                                                  | 16      |
| WS 3A S   | 3. Oktober 1940 in GB                   | 3. November 1940 Zusammenlegung mit WS 3B                                   | 5       |
| WS 3B F   | 7. Oktober 1940 in GB                   | 16. November 1940 in Suez                                                   | 6       |
| WS 3C     | 1. November 1940 in Kapstadt            | 23. November 1940 in Suez                                                   | 2       |
| WS 4      | 2. November 1940 in GB                  | 23. Dezember 1940 in Suez                                                   | 17      |
| WS 4B     | 18. November 1940 in GB                 | 28. Dezember 1940 in Suez                                                   | 10      |
| WS 5A     | 18. Dezember 1940 in GB                 | 16. Februar 1941 in Freetown                                                | 25      |
| WS 5B     | 12. Januar 1941 in GB                   | 3. März 1941 in Suez                                                        | 20      |
| WS 5BX    | 24. Februar 1941 Teilgeleit aus WS 5 B  | 4. Februar 1941 in Bombay                                                   | 4       |
| WS 6A     | 9. Februar 1941 in GB                   | 15. April 1941 in Prim                                                      | 29      |
| WS 6B     | 17. Februar 1941 in GB                  | ?? in Freetown                                                              | 4       |
| WS 7      | 24. März 1941 in GB                     | 6. Mai 1941 in Suez                                                         | 21      |
| WS 7X     | 1. Mai 1941 Teilgeleit aus WS 7         | 5. Mai 1941 in Bombay                                                       | 4       |
| WS 8A     | 26. April 1941 in GB                    | 13. Juni 1941 in Suez                                                       | 15      |
| WS 8B     | 22. Mai 1941 in GB                      | 4. Juli 1941 in Aden                                                        | 7       |
| WS 8X     | 31. Mai 1941 in GB                      | 11. Juli 1941 in Aden                                                       | 3       |
| WS 8C     | 9. August 1941 in Clyde (GB)            | 13. August 1941                                                             | 19      |
| WS 9A     | 3. Juni 1941 in GB                      | 21. Juli 1941 in Aden                                                       | 15      |
| WS 9AX    | 18. Juli 1941 Teilgeleit aus WS 9A      | 22. Juli 1941 in Bombay                                                     | 3       |
| WS 9A2    | 11. Juli 1941 in Durban                 | 18. Juli 1941 in Aden                                                       | 3       |
| WS 9B     | 30. Juni 1941 in GB                     | 14. August 1941 in Suez                                                     | 12      |
| WS 9BX    | 13. August 1941 Teilgeleit aus WS 9B    | 16. August 1941 in Bombay                                                   | 2       |
| WS 9C     | 13. Juli 1941 in GB                     | 20. Juli 1941 in Gibraltar                                                  | 9       |
| WS 10     | 3. August 1941 in GB                    | 6. September 1941 in Kapstadt                                               | 19      |
| WS 10     | 6. September 1941 in Kapstadt           | 23. September 1941 in Aden                                                  | 8       |
| WS 10B    | 6. September 1941 Teilgeleit aus WS 10  | 20. September 1941 in Bombay                                                | 5       |
| WS 10X    | 10. August 1941 in GB                   | 27. September 1941 in Aden                                                  | 6       |
| WS 11     | 31. August 1941 in GB                   | 19. Oktober 1941 in Aden                                                    | 19      |
| WS 11B    | 17. Oktober 1940 Teilgeleit aus WS 11   | 22. Oktober 1941 in Bombay                                                  | 12      |
| WS 11X    | 17. September 1941 in GB                | 25. September 1941 in Gibraltar                                             | 15      |
| WS 12     | 1. Oktober 1941 in GB                   | 20. November 1941 in Aden                                                   | 24      |
| WS 12J    | 17. November 1941 Teilgeleit aus WS 12  | 23. Dezember 1941 in Colombo                                                | 3       |
| WS 12V    | 24. November 1941 in Colombo            | 28. November 1941 in Singapur                                               | 2       |
| WS 12X    | 10. November 1941 in Halifax            | 9. Dezember 1941 in Kapstadt                                                | 6       |
| WS 12Z    | 13. November 1941 in GB                 | Dezember 1941 Auflösung in WS 12ZA und WS 12ZB                              | 16      |
| WS 12ZA   | Dezember 1941 Teilgeleit aus WS 12Z     | 4. Januar 1941 in Aden                                                      | 3       |
| WS 12ZB   | Dezember 1941 Teilgeleit aus WS 12Z     | 6. Januar 1942 in Bombay                                                    | 8       |
| WS 14     | 9. Dezember 1941 in GB                  | 19. Januar 1941 in Kapstadt                                                 | 28      |
| WS 14A    | 19. Januar 1942 Teilgeleit aus WS 14    | 22. Januar 1942 in Aden                                                     | ?       |
| WS 14B    | 19. Januar 1942 Teilgeleit aus WS 14    | 28. Januar 1942 in Bombay                                                   | ?       |
| WS 15     | 12. Januar 1942 in GB                   | 26. Februar 1942 Auflösung in WS 15A und WS 15B                             | 23      |
| WS 15A    | 26. Februar 1942 Teilgeleit aus WS 15   | 1. März 1942 in Aden                                                        | ?       |
| WS 15B    | 26. Februar 1942 Teilgeleit aus WS 15   | 4. März 1942 in Bombay                                                      | ?       |
| WS 16     | 17. Februar 1942 in GB                  | 3. April 1942 Auflösung in WS 16A und WS 16B                                | 21      |
| WS 16A    | 3. April 1942 Teilgeleit aus WS 16      | 6. April 1942 in Aden                                                       | 3       |
| WS 16B    | 3. April 1942 Teilgeleit aus WS 16      | 8. April 1942 in Bombay                                                     | 11      |
| WS 17     | 23. März 1942 in GB                     | 11. Mai 1942 Auflösung in WS 17A und WS 17 B                                | 32      |
| WS 17A    | 11. Mai 1942 Teilgeleit aus WS 17       | 14. Mai 1942 in Aden                                                        | 4       |
| WS 17B    | 11. Mai 1942 Teilgeleit aus WS 17       | 16. Mai 1942 in Bombay                                                      | 9       |
| WS 17BZ   | 10. Mai 1942 Teilgeleit aus WS 17B      | 19. Mai 1942 in Bombay                                                      | 7       |
| WS 18     | 15. April 1942 in GB                    | 2. Juni 1942 Auflösung in WS 18A und WS 18B                                 | 20      |
| WS 18A    | 2. Juni 1942 Teilgeleit aus WS 18       | 4. Juni 1942 in Aden                                                        | 3       |
| WS 18B    | 2. Juni 1942 Teilgeleit aus WS 18       | 7. Juni 1942 in Bombay                                                      | 17      |
| WS 19     | 10. Mai 1942 in GB                      | 27. Juni 1942 Auflösung in WS 19A und WS 19B                                | 17      |
| WS 19A    | 27. Juni 1942 Teilgeleit aus WS 19      | 30. Juni 1942 in Aden                                                       | ?       |
| WS 19B    | 27. Juni 1942 Teilgeleit aus WS 19      | 1. Juli 1942 in Bombay                                                      | ?       |
| WS 19P    | 1. Juni 1942 in GB                      | 7. Juli 1942 in Kapstadt                                                    | 23      |
| WS 19Q    | Juni 1942 Teilgeleit aus WS 19P         | 8. Juli 1942 in Suez                                                        | 1       |
| WS 19L    | 7. Juli 1942 Teilgeleit aus WS 19P      | 17. Juli 1942 in Aden                                                       | 10      |
| WS 19PA   | 17. Juli 1942 Teilgeleit aus WS 19P     | 20. Juli 1942 in Aden                                                       | 11      |
| WS 19PB   | 17. Juli 1942 Teilgeleit aus WS 19P     | 23. Juli 1942 in Bombay                                                     | 6       |
| WS 19W    | 23. Mai 1942 in GB                      | 22. Juni 1942 in Suez                                                       | 1       |
| WS 19Z    | 5. Juni 1942 in GB                      | 12. Juni 1942 in Gibraltar                                                  | 5       |
| WS 19Y    | 17. Juni 1942 in GB                     | 18. Juli 1942 in Suez                                                       | 1       |
| WS 20     | 21. Juni 1942 in GB                     | 1. August 1942 in Kapstadt                                                  | 22      |
| WS 20A    | 1. August 1942 Teilgeleit aus WS 20     | 6. August 1942 in Aden                                                      | ?       |
| WS 20B    | 1. August 1942 Teilgeleit aus WS 20     | 9. August 1942 in Bombay                                                    | ?       |
| WS 21     | 29. Juli 1942 in GB                     | 10. September 1942 in Kapstadt                                              | 12      |
| WS 21A    | 10. September 1942 Teilgeleit aus WS 21 | 16. September 1942 in Aden                                                  | 6       |
| WS 21B    | 10. September 1942 Teilgeleit aus WS 21 | 19. September 1942 in Bombay                                                | 6       |
| WS 21P    | 17. Juli 1942 in GB                     | 16. August 1942 in Kapstadt                                                 | 13      |
| WS 21P    | 16. August 1942 in Kapstadt             | 29. August 1942 in Aden                                                     | 10      |
| WS 21PG   | 19. August 1942 Teilgeleit aus WS 21P   | 1. September Hormus                                                         | 3       |
| WS 21S    | 2. August 1942 in GB                    | 10. August 1942 in Gibraltar                                                | 14      |
| WS 22     | 29. August 1942 in GB                   | 10. Oktober 1942 in Kapstadt                                                | 20      |
| WS 22     | 10. Oktober 1942 in Kapstadt            | 12. Oktober 1942 in Mombasa                                                 | 2       |
| WS 22A    | 12. Oktober 1942 Teilgeleit aus WS 22   | 16. Oktober 1942 in Aden                                                    | 4       |
| WS 22B    | 12. Oktober 1942 Teilgeleit aus WS 22   | 17. Oktober 1942 in Bombay                                                  | 6       |
| WS 23     | 4. Oktober 1942 in GB                   | 17. November 1942 in Kapstadt                                               | 8       |
| WS 23A    | 17. November 1942 Teilgeleit aus WS 23  | 21. November 1942 in Aden                                                   | 4       |
| WS 23B    | 17. November 1942 Teilgeleit aus WS 23  | 24. November 1942 in Bombay                                                 | 4       |
| WS 24     | 31. Oktober 1942 in GB                  | 13. Dezember 1942 in Durban                                                 | 7       |
| WS 24A    | 13. Dezember 1942 Teilgeleit aus WS 24  | 28. Dezember 1942 in Aden                                                   | 1       |
| WS 24B    | 6. Dezember 1942 Teilgeleit aus WS 24   | 17. Dezember 1942 in Bombay                                                 | 2       |
| WS 25     | 18. Dezember 1942 in GB                 | 18. Januar 1942 in Durban                                                   | 9       |
| WS 25W    | 23. Dezember 1942 in GB                 | 18. Januar 1943 in Suez                                                     | 1       |
| WS 26     | 23. Januar 1943 in GB                   | 11. März 1943 in Kapstadt                                                   | 17      |
| WS 26A    | 11. März 1943 Teilgeleit aus WS 26      | 15. März 1943 in Aden                                                       | 7       |
| WS 26B    | 11. März 1943 Teilgeleit aus WS 26      | 17. März 1943 in Bombay                                                     | 6       |
| WS 27     | 27. Februar 1943 in GB                  | 9. April 1943 in Aden                                                       | 6       |
| WS 28     | 16. März 1943 in GB                     | 30. April 1943 in Aden                                                      | 15      |
| WS 29     | 16. April 1943 in GB                    | 28. April 1943 in Freetown                                                  | 13      |
| WS 29A    | 20. April 1943 in GB                    | 4. Mai 1943 in Freetown                                                     | 2       |
| WS 29     | 6. Mai 1943 in Freetown                 | 2. Juni 1943 in Kapstadt                                                    | 15      |
| WS 29A    | 2. Juni 1943 Teilgeleit aus WS 29       | 8. Juni 1943 in Aden                                                        | ?       |
| WS 29B    | 2. Juni 1943 Teilgeleit aus WS 29       | 10. Juni 1943 in Bombay                                                     | ?       |
| WS 30     | 21. Mai 1943 in GB                      | 3. Juli 1943 in Colombo, 4. Juli 1943 in Aden, 9. Juli 1943 in Bombay       | 5       |
| WS 31     | 21. Juni 1943 in GB                     | 13. August 1943 in Bombay                                                   | 7       |
| WS 32     | 20. Juli 1943 in GB                     | 6. September 1943 in Aden, 10. September 1943 in Bombay                     | 8       |
| WS 33     | 17. August 1943 in GB                   | 3. September 1943 Gibraltar, 31. Oktober 1943 Aden, 4. November 1943 Bombay | 17      |

Übersicht nach Jahren
| Jahr   | Geleitzüge | Schiffe | Verluste |
| ------ | ---------- | ------- | -------- |
| 1940   | 8          | 84      | 0        |
| 1941   | 19         | 287     | 0        |
| 1942   | 18         | 278     | 1        |
| 1943   | 9          | 92      | 0        |
| Gesamt | 54         | 741     | 1        |